# Lore Baudrit
Lore Baudrit, née le 11 octobre 1991 à Castres (France), est une joueuse française de hockey sur glace. Elle évolue au poste d'attaquante au Linköping HC et en équipe de France.
Formée à la section sportive scolaire (« sport-étude ») de Font-Romeu puis au « Pôle France » de la Fédération française de hockey sur glace, elle joue pendant cinq ans au plus haut niveau universitaire canadien avec les Carabins de Montréal. Elle joue une année pour les Canadiennes de Montréal, avant de partir en Suède en s'engageant successivement avec les clubs de l'IF Björklöven, du MODO Hockey et du Linköping HC, tandis que le hockey féminin se professionnalise.
Appelée très tôt en équipe de France, elle remporte plusieurs titres avec les équipes moins de 18 ans et sénior. Elle devient capitaine de la sélection nationale en 2022, après la retraite de Marion Allemoz, dont elle était capitaine adjointe.

## Biographie

### Jeunesse
Lore Baudrit nait à Castres le 11 octobre 1991,. Elle commence le hockey sur glace à cinq ans dans sa ville natale, après avoir eu un « coup de foudre » en assistant à un entrainement,,. Elle explique plus tard en interview avoir mis plusieurs mois à convaincre sa famille, qui ne connaissait pas le hockey et le voyait comme « un sport de garçons », de la laisser essayer,,.
En classe de quatrième, elle quitte Castres pour continuer ses études dans une section sportive scolaire (« sport-étude ») à Font-Romeu, où elle reste quatre ans. Elle intègre en 2008 le tout nouveau « Pôle France » de la fédération française de hockey sur glace à Chambéry, tout en préparant un baccalauréat technologique STG,. À partir de 2007, elle est régulièrement sélectionnée en équipe de France moins de 18 ans puis sénior,.

### Départ au Canada
Baudrit joue une première saison sénior avec les Bisons de Neuilly-sur-Marne en élite féminine française au cours de la saison 2011-2012,. Elle décide ensuite de quitter la France pour jouer et étudier au Canada, en rejoignant l'Université de Montréal et son équipe des Carabins,. Elle explique en interview avoir eu du mal à trouver sa voie, et avoir été attirée par le fait de pouvoir combiner ses études et le hockey, alors qu'elle ne pensait pas arriver à avoir un diplôme supérieur.
Sa première saison se termine par un titre pour les Carabins, bien qu'elle ne joue pas la finale car blessée. Elle explique dans la presse que ce titre est un exploit, l'équipe de hockey féminin n'ayant que quatre ans d'existence, et le championnat étant jusque-là dominé par les Martlets de McGill depuis dix ans. Elle continue également de jouer avec l'équipe de France, qui remporte le titre de la division 1B, troisième niveau des championnats du monde féminin, et monte en division 1A,.
Lore Baudrit reste quatre autres saisons avec les Carabins, pendant lesquelles elle suit des études de journalisme et de communication. Elle dispute les championnats du monde avec l'équipe de France, qui se maintient en division 1A, mais ne parvient pas, au dernier tour de qualifications en 2016, à se qualifier pour les Jeux olympiques d'hiver de 2018,. Baudrit est nommée capitaine adjointe de l'équipe de France pour le tournoi de qualification olympique, et le restera pour les compétitions suivantes.

### Débuts en tant que semi-professionnelle
Baudrit explique en interview en décembre 2016, au cours de sa dernière année universitaire, souhaiter rester à Montréal, en tant que journaliste pour les médias sportifs, et rêver d'un poste chez les Canadiennes de Montréal, ce qu'elle estime alors compliqué en disant ne pas être « la joueuse avec les meilleures mains »,. Le 20 août 2017, elle est choisie par les Canadiennes au onzième tour du repêchage d'entrée, en 74e position au total,.
Elle devient alors semi-professionnelle, le professionnalisme étant presque inexistant en hockey sur glace féminin, même au Canada,,. Aux championnats du monde 2018, l'équipe de France remporte la division 1A, disputée en France à Vaujany, et monte en élite pour la première fois.
Face à une concurrence rude, Baudrit fait le choix de quitter le Canada à l'intersaison 2018,. Elle dit en 2019 que sa saison avec les Canadiennes était « une très belle opportunité » de jouer « avec les meilleures joueuses du monde dans un championnat très relevé », mais qu'elle devait faire « un choix de carrière » avec comme objectif les Jeux olympiques d'hiver de 2022 avec l'équipe de France.
Elle rejoint alors l'IF Björklöven, équipe de la ville d'Umeå en deuxième division suédoise,. Le club lui trouve également un emploi à temps partiel à côté du hockey. Son choix s'avère payant puisqu'elle bénéficie de bien plus de temps de jeu qu'à Montréal, ce qu'elle qualifie de « très positif », et se classe deuxième meilleure marqueuse du championnat. Cette belle saison lui vaut d'être repérée par le club du MODO Hockey, qui joue en SDHL, l'élite suédoise, avec qui elle s'engage pour les séries éliminatoires,.
Le premier championnat du monde élite de l'équipe de France se déroule en Finlande en avril 2019,. La sélection française est dans le groupe B avec l'Allemagne, le Japon, la Tchéquie et la Suède. Avant le début du championnat, Lore Baudrit dit que l'objectif est une qualification en quarts de finale, qui signifierait le maintien dans l'élite, mais l'équipe de France n'y parvient pas et est reléguée en division 1A,,.
Avant le dernier match, et alors que la relégation est déjà certaine, Baudrit explique que l'équipe savait que le maintien serait difficile, et estime que le troisième match disputé, contre la Suède, « était le meilleur match de l’équipe de France » face à « une grande nation mondiale » dont les moyens financiers « sont bien plus importants » que la sélection française. Elle se dit « frustrée » du manque de visibilité du hockey sur glace féminin, qui attire peu de sponsors et dont la presse parle peu en-dehors des Jeux olympiques, même dans une période où le sport féminin est « vendeur ».

### Confirmation en élite suédoise
Après ses séries éliminatoires concluantes la saison précédente, Lore Baudrit signe un contrat avec le MODO Hockey pour la saison 2019-2020. L'élite suédoise est alors encore semi-professionnelle, son contrat ne lui permettant que de couvrir ses « besoins de base », et elle doit donc toujours travailler à temps partiel. Son club vise alors le titre, mais la saison est décevante et le club doit disputer la poule de relégation pour se maintenir,.
À partir de mars 2020, la pandémie de Covid-19 perturbe l'organisation des compétitions de hockey sur glace, et les championnats du monde, dont le tournoi division 1A devait se tenir à Angers, sont annulés deux années de suite par la fédération internationale (IIHF). Les tournois de qualification pour les Jeux olympiques d'hiver de 2022 sont eux reportés, et ont lieu en 2021,. À cause de ces reports et d'une blessure en avril 2021 qui lui a imposé une opération au poignet, Lore Baudrit ne dispute aucun match avec l'équipe de France pendant plus d'un an et demi,.
Après son retour de blessure au début de la saison 2021-2022, elle fait son retour avec l'équipe nationale lors du tournoi de qualification pour les Jeux olympiques d'hiver de 2022,. Elle dit en interview qu'elle « pense être dans la meilleure forme physique » de sa vie, même si sa blessure lui a causé une petite perte de mobilité du poignet, l'obligeant à réapprendre des mouvements. Elle explique également considérer le championnat suédois comme le meilleur « en termes de structure et de professionnalisation » et qu'elle se sent pour la première fois « presque professionnelle à 100 % ». Les françaises échouent finalement à se qualifier pour les JO au terme d'un dernier match très disputé contre la Suède.
La saison 2021-2022 du MODO se termine sur une deuxième place en championnat, puis une élimination en demi-finale des séries éliminatoires. Après deux ans de reports, l'équipe de France dispute le championnat du monde division 1A à l'Angers IceParc, avec le pari fait par la Fédération française de hockey sur glace (FFHG) de remplir la patinoire, qui compte 3 586 places, une affluence jamais atteinte pour du hockey féminin,. La patinoire est effectivement pleine, pour un championnat qui est le dernier de plusieurs joueuses majeures de la sélection française, dont sa capitaine Marion Allemoz,. La France gagne le championnat et est ainsi de nouveau promue en élite,.

### Linköping HC et capitaine de l'Équipe de France
À l'intersaison 2022, Lore Baudrit quitte le MODO pour le club du Linköping HC, également dans l'élite suédoise. Elle explique que c'est le club qu'elle avait ciblé et est donc « très contente d’arriver là-bas ». Elle est également nommée capitaine de l'équipe de France, en remplacement de Marion Allemoz, après plusieurs années en tant qu'adjointe. Elle qualifie cette promotion de « fierté » et d'« honneur ». Elle fête ses 200 sélections en équipe nationale en février 2023.
Pour le championnat du monde élite 2023, qui se dispute en avril à Brampton au Canada, Baudrit est à la tête d'une équipe fortement rajeunie par le départ de nombreuses cadres. La sélection française vise les quarts de finale, synonymes de maintien, mais ne parvient pas à remporter de match, encaissant en tout vingt-neuf buts, dont quatorze pendant le seul premier match contre la Finlande,. Elle est donc encore une fois reléguée en Division 1A,. Lore Baudrit dit à la fin du championnat être sûre de remonter en élite, et explique en interview que l'équipe « a vu le niveau qu’il fallait atteindre » en rappelant qu'« on apprend plus et plus vite quand on perd. »

## Statistiques
Pour la signification des abréviations, voir statistiques du hockey sur glace.

### En club
| Saison    | Équipe                               | Ligue               |                   | Saison régulière  | Saison régulière  | Saison régulière  | Saison régulière  | Saison régulière  | Saison régulière |   | Séries éliminatoires | Séries éliminatoires | Séries éliminatoires | Séries éliminatoires | Séries éliminatoires | Séries éliminatoires |
| Saison    | Équipe                               | Ligue               | PJ                | B                 | A                 | Pts               | Pun               | +/-               | PJ               | B | A                    | Pts                  | Pun                  | +/-                  |                      |                      |
| 2011-2012 | Bisons de Neuilly-sur-Marne          | Féminin Élite       | 8                 | 15                | 5                 | 20                | 2                 |                   |                  |   |                      |                      |                      |                      |                      |                      |
| 2012-2013 | Carabins de l'Université de Montréal | SIC                 | 17                | 0                 | 3                 | 3                 | 10                |                   |                  |   |                      |                      |                      |                      |                      |                      |
| 2013-2014 | Carabins de l'Université de Montréal | SIC                 | 20                | 1                 | 2                 | 3                 | 14                |                   |                  |   |                      |                      |                      |                      |                      |                      |
| 2014-2015 | Carabins de l'Université de Montréal | SIC                 | 17                | 6                 | 3                 | 9                 | 8                 |                   | 3                | 1 | 0                    | 1                    | 0                    | 1                    |                      |                      |
| 2015-2016 | Carabins de l'Université de Montréal | SIC                 | 19                | 1                 | 2                 | 3                 | 4                 |                   |                  |   |                      |                      |                      |                      |                      |                      |
| 2016-2017 | Carabins de l'Université de Montréal | U Sports            | 17                | 0                 | 2                 | 2                 | 4                 |                   |                  |   |                      |                      |                      |                      |                      |                      |
| 2017-2018 | Canadiennes de Montréal              | LCHF                | 16                | 0                 | 0                 | 0                 | 4                 |                   | 1                | 0 | 0                    | 0                    | 0                    |                      |                      |                      |
| 2018-2019 | IF Björklöven                        | Division 1          | 15                | 23                | 27                | 50                | 8                 |                   |                  |   |                      |                      |                      |                      |                      |                      |
| 2018-2019 | MODO Hockey                          | SDHL                | 4                 | 3                 | 4                 | 7                 | 4                 | 3                 | 6                | 2 | 1                    | 3                    | 2                    | -1                   |                      |                      |
| 2019-2020 | MODO Hockey                          | SDHL                | 36                | 7                 | 6                 | 13                | 20                | -13               |                  |   |                      |                      |                      |                      |                      |                      |
| 2019-2020 | MODO Hockey                          | Poule de relégation |                   |                   |                   |                   |                   |                   | 2                | 1 | 3                    | 4                    | 2                    |                      |                      |                      |
| 2020-2021 | MODO Hockey                          | SDHL                | 34                | 5                 | 5                 | 10                | 39                | 5                 | 2                | 0 | 0                    | 0                    | 2                    | -3                   |                      |                      |
| 2021-2022 | MODO Hockey                          | SDHL                | 36                | 7                 | 7                 | 14                | 16                | 0                 | 3                | 0 | 0                    | 0                    | 0                    | 0                    |                      |                      |
| 2021-2022 | MODO Hockey 2                        | Division 1          | 1                 | 0                 | 3                 | 3                 | 0                 |                   |                  |   |                      |                      |                      |                      |                      |                      |
| 2022-2023 | Linköping HC                         | SDHL                | Saison en cours ? | Saison en cours ? | Saison en cours ? | Saison en cours ? | Saison en cours ? | Saison en cours ? |                  |   |                      |                      |                      |                      |                      |                      |

### En équipe de France
| Année | Compétition                                     |   | PJ | B | A | Pts | Pun | +/- |
| 2008  | Championnat du monde Division 1                 | 5 | 0  | 0 | 0 | 2   | 0   |     |
| 2009  | Championnat du monde moins de 18 ans Division 1 | 4 | 4  | 0 | 4 | 8   | 1   |     |
| 2008  | Qualifications Jeux olympiques d'hiver          | 3 | 0  | 0 | 0 | 0   | -1  |     |
| 2009  | Championnat du monde Division 1                 | 5 | 0  | 0 | 0 | 0   | -7  |     |
| 2011  | Championnat du monde Division 2                 | 4 | 3  | 0 | 3 | 0   | 0   |     |
| 2012  | Championnat du monde Division 1B                | 5 | 2  | 0 | 2 | 2   | 0   |     |
| 2012  | Qualifications Jeux olympiques d'hiver          | 3 | 2  | 2 | 4 | 2   | 4   |     |
| 2013  | Championnat du monde Division 1B                | 5 | 4  | 4 | 8 | 10  | 7   |     |
| 2014  | Championnat du monde Division 1A                | 5 | 1  | 1 | 2 | 0   | -1  |     |
| 2015  | Championnat du monde Division 1A                | 5 | 1  | 3 | 4 | 6   | -2  |     |
| 2016  | Championnat du monde Division 1A                | 5 | 1  | 1 | 2 | 6   | 0   |     |
| 2017  | Championnat du monde Division 1A                | 5 | 0  | 0 | 0 | 2   | -2  |     |
| 2016  | Qualifications Jeux olympiques d'hiver          | 6 | 2  | 2 | 4 | 2   | 3   |     |
| 2018  | Championnat du monde Division 1A                | 5 | 3  | 1 | 4 | 0   | 2   |     |
| 2019  | Championnat du monde Élite                      | 5 | 0  | 2 | 2 | 2   | 1   |     |
| 2021  | Qualifications Jeux olympiques d'hiver          | 3 | 1  | 0 | 1 | 0   | 0   |     |
| 2022  | Championnat du monde Division 1A                | 4 | 0  | 4 | 4 | 2   | 3   |     |
| 2023  | Championnat du monde Élite                      | 4 | 1  | 1 | 2 | 0   | -10 |     |
| 2024  | Championnat du monde Division 1A                | 5 | 1  | 4 | 5 | 2   | 4   |     |